# Nižný Hrabovec
Nižný Hrabovec (in ungherese Alsógyertyán) è un comune della Slovacchia facente parte del distretto di Vranov nad Topľou, nella regione di Prešov.